# John Davies (athlétisme)
Pour les articles homonymes, voir John Davies et Davies.
John Llewellyn Davies, né le 25 mai 1938 à Londres et mort le 21 juillet 2003 à Auckland, est un athlète néo-zélandais.

## Biographie
Il est né à Londres de parents gallois et émigre en Nouvelle-Zélande en 1953 avec sa famille. Davies remporte le bronze sur 1 500 m aux Jeux olympiques d'été de 1964 et une médaille d'argent aux Jeux du Commonwealth en 1962 sur le mile. 
Après s'être retiré de la compétition, il devient entraîneur sur moyennes et longues distances, entraînant notamment le médaillé des Jeux olympiques d'été de 1976 sur 5 000 m, Dick Quax et le finaliste sur 800 m des Jeux olympiques d'été de 1996, Toni Hodgkinson.

## Palmarès

### Jeux olympiques d'été
- Jeux olympiques de 1964 à Tokyo
  -  Médaille de bronze sur 1 500 m

### Jeux de l'Empire britannique et du Commonwealth
- Jeux de l'Empire britannique et du Commonwealth de 1962 à Perth ( Australie)
  -  Médaille d'argent sur le mile